# Gaspare Aselli
Gaspare Aselli (o Aselio) (c. 1581 a 14 de abril de 1626) fue un médico italiano conocido por el descubrimiento de los vasos lácteos del sistema linfático. Aselli descubrió (o redescubrió) los vasos quilíferos, y estudió sistemáticamente la importancia de esas estructuras vasculares.
Nació en Cremona, y se convirtió en profesor de anatomía y cirugía en la Universidad de Pavía. Más tarde se practicó la medicina en Milán, donde murió. Su descripción de los lactíferos, De lactibus sive Lacteis venis, fue publicado en 1627 en Milán.

## Biografía
Gaspare Aselli nació en Cremona en 1581, durante el período de la dominación española. Estudió literatura y filosofía en su ciudad natal y, más tarde, decidió mudarse a Pavía para dedicarse a la medicina.
Después de graduarse, se mudó a la ciudad como cittadino onorario. Entre 1612 y 1620, a instancias del gobernador español Hutardo de Mendoza, se convirtió en primer cirujano del ejército español en Italia.
Luego, el médico continuó en los estudios de medicina y en el 23 de julio de 1622, durante la práctica de la vivisección en los perros, descubrió, casi por casualidad, los vasos linfáticos, también llamados "vasos de leche" del sistema linfático del intestino.
Dos años más tarde fue nombrado profesor de Universidad de Pavía, donde permaneció para enseñar durante unos meses.
Al año siguiente, a la edad de 44 años, murió en la ciudad de Milán y más tarde fue enterrado en la iglesia de San Pedro Celestino, en el actual Porta Venezia. En su lápida decía: "Al difunto Gaspare Aselli, hombre incomparable por la dulzura de las costumbres, ciudadano de Cremona, profesor público de anatomía y cirugía en la Universidad de Pavía y durante la guerra Cisalpina protochirurgo del Ejército Real (Español). Quien murió en el XLV años. Alessandro Tadini y Settala, senador del Colegio de nobles de Milán, filósofos y médicos,  excelente amigo lo puso - XXIV abril MDCXXVI ".

## El descubrimiento de los conductos láctiferos
Considerado el descubridor de los vasos linfáticos, aunque anatomistas como Eustaquio y Falopio ya los habían descrito, pero ignoraban su función.
En el 23 de julio de 1622, durante la práctica de la vivisección en los perros, descubrió, casi por casualidad, los vasos linfáticos, también llamados "vasos de leche" del sistema linfático del intestino. Sometió a una vivisección a un perro, con la finalidad de destacar los nervios recurrentes y los movimientos del diafragma se esforzó en mover la madeja intestinal para mostrar el final de la membrana abdominal, al hacer esto se sintió atraído por la presencia de numerosos filamentos blancos, ramificados por todo el mesenterio y la superficie peritoneal del intestino. Al principio, estos filamentos podrían haber sido considerados como nervios. Pero bastaba con cortar uno para ver que expulsaban una sustancia blanca, similar a la leche. Se propuso llamarlas "aut lácteas, sive albas venas". Pronto reconoció las relaciones cronológicas entre su turgencia y la comida del animal. Esta observación experimental le permitió resaltar posteriormente los "lactiferos" en varias especies animales, siguiendo su curso a las glándulas mesentéricas (algunos lo llamaron páncreas de Aselli). El curso posterior de los vasos, probablemente, los identificó con los linfáticos del hígado; por esta razón le era imposible ver el conducto torácico. Esto lo indujo continuar la hipótesis de galeno, el origen hepático de la sangre también aplicaba a la linfa. Hasta el mismo Harvey creyó esto, hasta que Pequet descubrió el conducto torácico. 
El resultado de su trabajo fue publicado en 1627 en Milán, un año después de su muerte, un tratado titulado « De Lactibus Sive Lacteis Venis Quarto Vasorum Mesaraicorum Genere, Novo Invento Gasparis Asellii ... Dissertatio : Qua Sententiae Anatomicae Multae Vel perperam receptae convelluntur, vel parum perceptae illustrantur »
Este descubrimiento de los vasos linfáticos complementa la de la circulación de la sangre por William Harvey y al mismo tiempo y pone en cuestión las viejas teorías previamente enseñados en las universidades. Se confirma, tres décadas más tarde, el descubrimiento del sistema linfático por el doctor Jean Pecquet (1622 -1674).

## Honores

### Eponimia
- Un "Liceo" lleva su epónimo en Cremona.[5]